# Tradlmühle
Tradlmühle ist ein Gemeindeteil der Stadt Schnaittenbach im Landkreis Amberg-Sulzbach in der Oberpfalz in Bayern.

## Geschichte
Die stillgelegte Mühle geht bis in das 11. Jahrhundert zurück.
Ende des 18. Jahrhunderts besaß die Tradlmühle einen Mühlgang, Besitzer war Michael Wagner. Die Tradlmühle gehörte damals bereits zu Kemnath.
Am 1. Mai 1978 wurde die Gemeinde Kemnath am Buchberg, zu der die Einöde Tradlmühle gehörte, in die Stadt Schnaittenbach eingegliedert.